# 広島県道253号南原峡線
広島県道253号南原峡線（ひろしまけんどう253ごう なばらきょうせん）は、広島県広島市安佐北区を通る一般県道である。

## 概要
南原峡から広島市安佐北区三入1丁目に至る。

### 路線データ
- 起点：広島市安佐北区可部町南原（南原峡付近）
- 終点：広島市安佐北区三入1丁目（新南原入口交差点、国道183号交点）
- 総延長：約5.9 km

## 路線状況

### 道路施設

#### 橋梁
- 重清橋（小南原川、広島市安佐北区）
- 下町屋橋（南原川、広島市安佐北区）

#### トンネル
- 南原トンネル：延長100 m、1971年（昭和46年）竣工、広島市安佐北区

## 地理

### 通過する自治体
- 広島市（安佐北区）

### 交差する道路
| 交差する道路                                       | 交差する場所 | 交差する場所            |
| -------------------------------------------------- | ------------ | ----------------------- |
| 国道54号 / 可部バイパス                            | 可部9丁目    | 南原交差点              |
| 国道183号 島根県道・広島県道5号浜田八重可部線 重複 | 三入1丁目    | 新南原入口交差点 / 終点 |

### 沿線
- 明神ダム
- 南原峡
- 南原ダム